# جیوآن آوتیسیان
جیوآن آوتیسیان (ارمنی: Ջիվան Ավետիսյան؛ زادهٔ ۱۹ نوامبر ۱۹۸۱) کارگردان، و کارگردان فیلم اهل ارمنستان است.

## گزیده فیلم‌شناسی
- تئوانیک (۲۰۱۴)
- آخرین سکنه (۲۰۱۶)